# Albert Fourié
Pour les articles homonymes, voir Fourié.
Albert Auguste Fourié, né le 24 avril 1854 à Paris et mort le 17 décembre 1937 à Agay dans le Var, est un sculpteur, peintre et illustrateur français.

## Biographie
Albert Fourié est l'élève de Jean-Paul Laurens et de Jean Gautherin à l'École des beaux-arts de Paris. Il commence sa carrière comme sculpteur. Après sa première exposition en 1877, il abandonne la sculpture pour se tourner vers la peinture. Son style élégant de portraitiste de femmes au bain, ses paysages de parcs et de jardins lui ont valu plusieurs médailles du Salon de Paris en 1883 avec La Chambre mortuaire de Mme Bovary, en 1884 et 1887 et une médaille d'or en 1889.
Il passe une partie de l'année avec d'autres amis peintres, sur la côte cauchoise dans la villa Les Charmilles de Jules Diéterle à Yport qu'il a achetée en 1891. Il expose au Salon de 1887 Un repas de noces à Yport, un grand tableau naturaliste qui fait sensation et qui est acheté par l'État.
Il illustre les œuvres de Gustave Flaubert, Victor Hugo, Alphonse Daudet et Guy de Maupassant, et le Paris illustré (1887-1888).
Il est inhumé à Paris le 21 décembre 1937 au cimetière du Père-Lachaise (9e division),.

## Œuvres dans les collections publiques
- Lille, palais des Beaux-Arts : Fille d'Ève, huile sur toile[5].
- Nîmes, musée des Beaux-Arts.
- Paris, musée d'Art moderne de la ville de Paris.
- Saint-Étienne, musée d'Art moderne et contemporain.
- Saintes, musée du Présidial.
- Tourcoing, MUba Eugène Leroy
- Rouen : 
  - musée des Beaux-Arts :
    - La Mort de Madame Bovary, 1883, esquisse, huile sur bois[6] ;
    - Un repas de noces à Yport, 1886, huile sur toile[7],[8].

  - musée Flaubert et d'Histoire de la Médecine : La Mort de Madame Bovary, 1886, huile sur toile[9].

Œuvres d'Albert Fourié
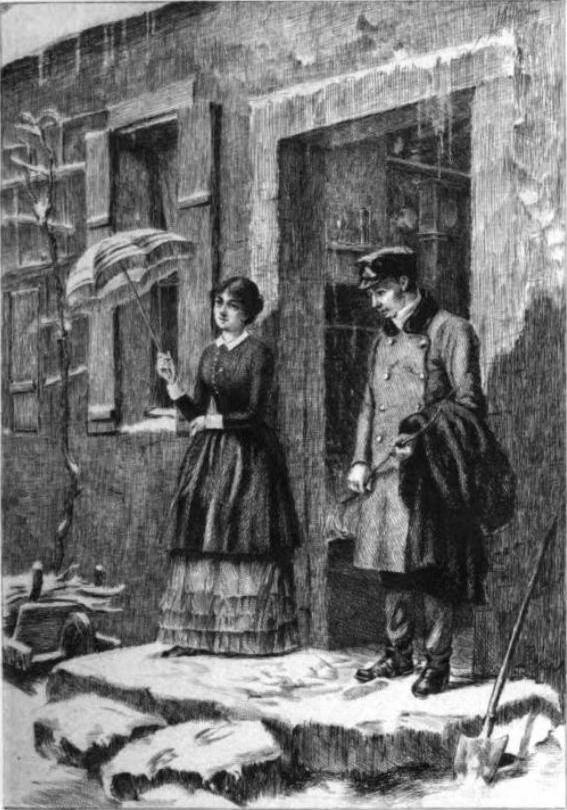
Illustration pour Madame Bovary de Gustave Flaubert, gravée par Eugène Abot et Daniel Mordant (1885).
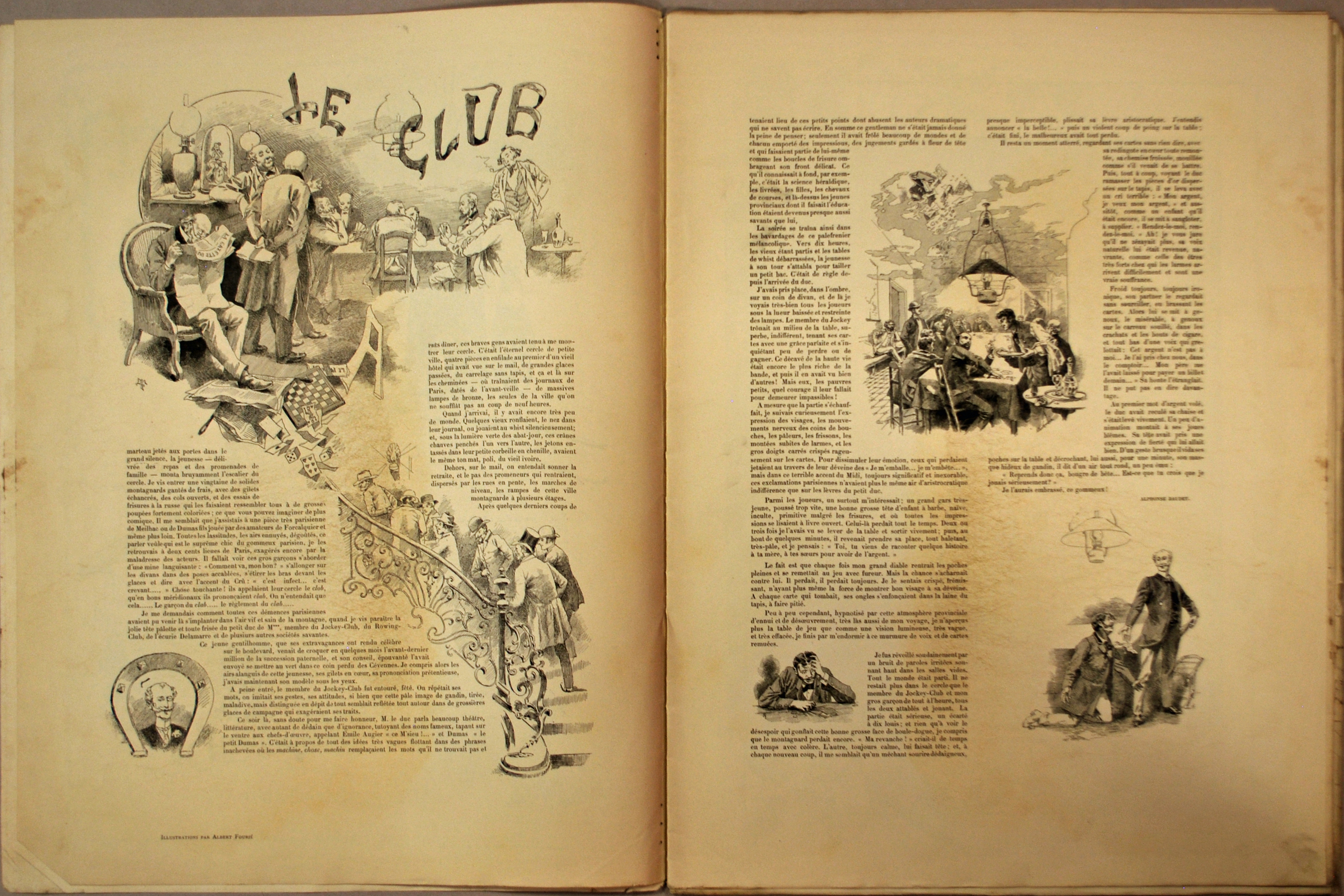
Illustration pour Le club d'Alphonse Daudet, Paris-Noël (1886).
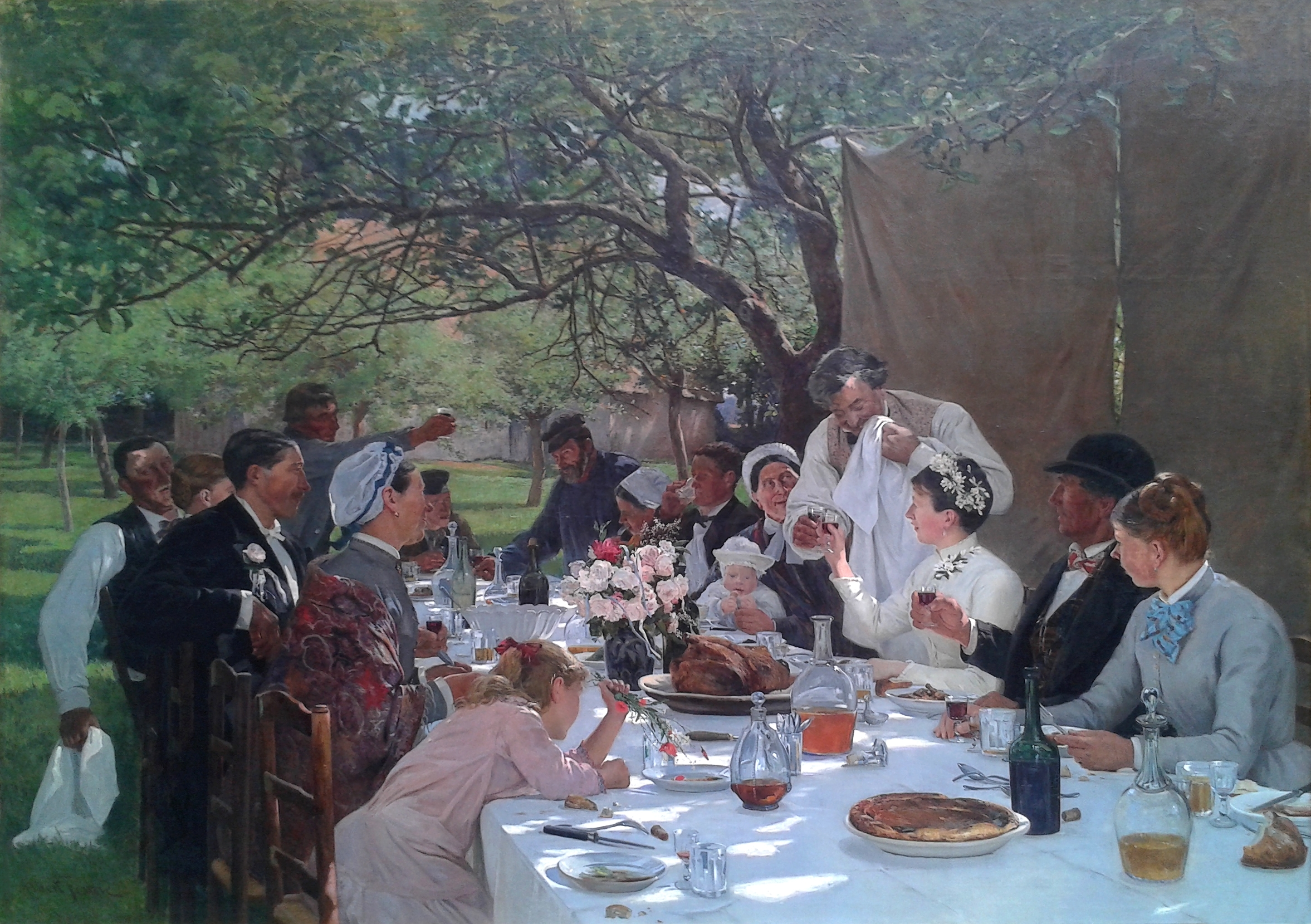
Un repas de noces à Yport (1886), musée des Beaux-Arts de Rouen.
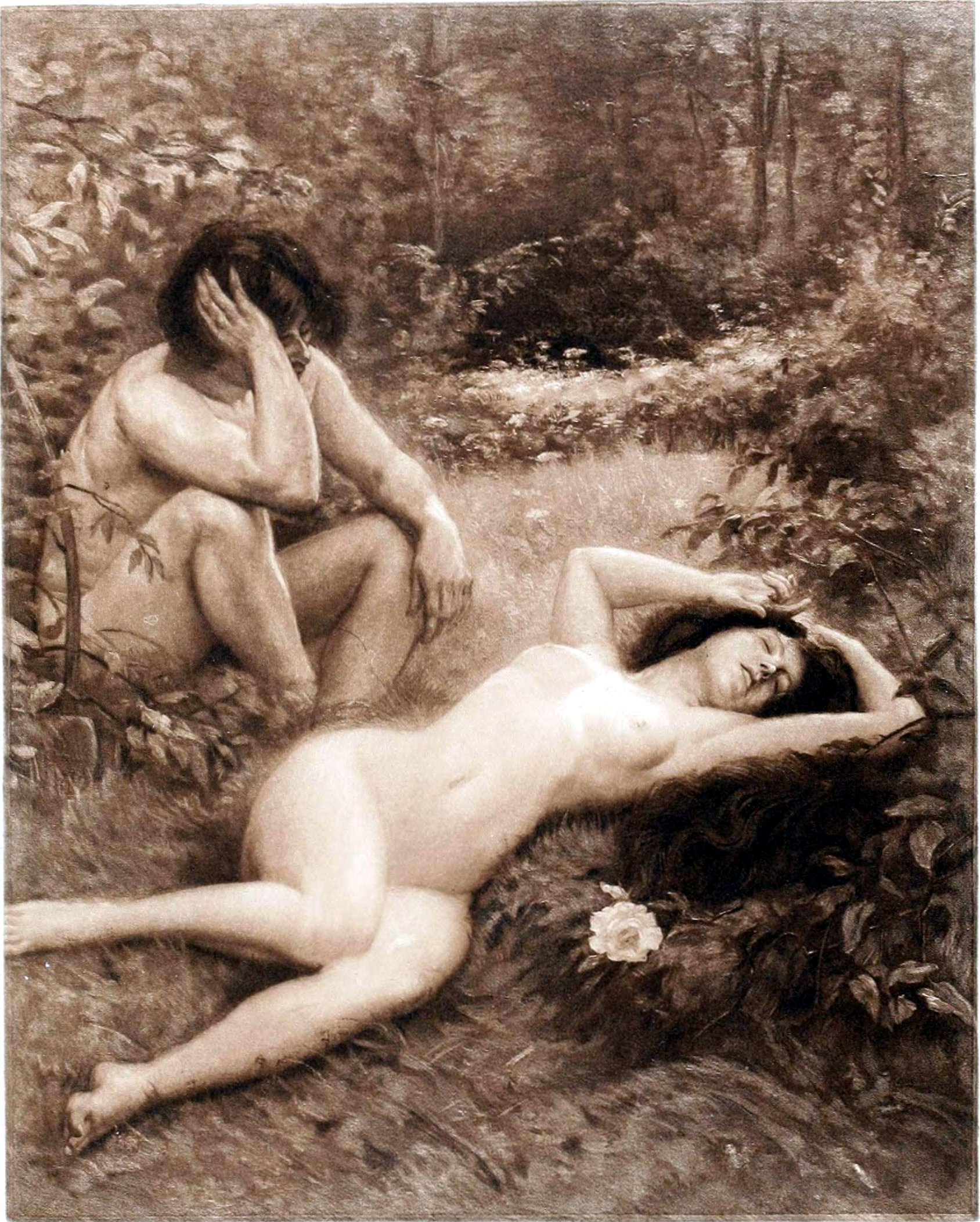
Le Sommeil d'Ève (Salon de 1902).